# Lophura

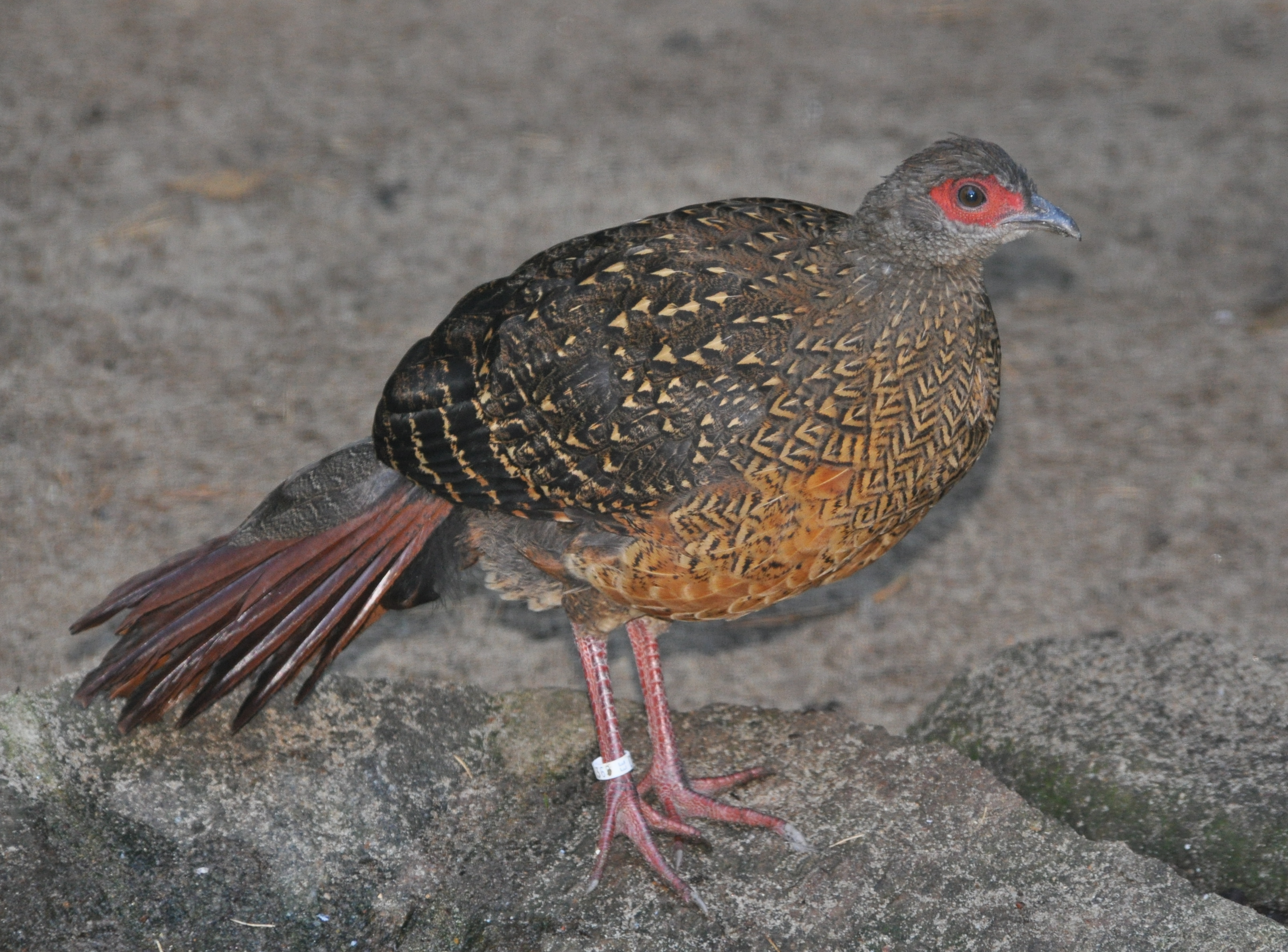
Femmina di fagiano di Swinhoe.

Lophura J. Fleming, 1822 è un genere della famiglia dei Fasianidi al quale sono ascritte, a seconda degli autori, da 9 a 11 specie note con il nome comune di «gallofagiani». L'areale di queste specie si estende dal margine meridionale del Paleartico a gran parte del Sud-est asiatico, dove sono presenti nelle foreste subtropicali e tropicali. Tre specie sono endemismi insulari.
La sistematica di queste specie è molto controversa. Per lungo tempo furono collocate in generi distinti, in alcuni casi monospecifici, e varie sottospecie e ibridi furono descritti come specie separate. Il primo tentativo di riorganizzazione fu fatto nel 1949 da Jean Théodore Delacour, che riunì tutte le specie in questione nel genere Lophura. Questa visione è in gran parte seguita ancora oggi - con alcuni raggruppamenti e modifiche apportate sulla base degli studi di genetica molecolare. Ad esempio, il fagiano imperiale (Lophura imperialis), descritto da Delacour, è risultato essere un ibrido tra il fagiano argentato e il fagiano di Edwards. Altre due specie, inoltre, il fagiano di Sumatra (Lophura hoogerwerfi) e il fagiano del Vietnam (Lophura hatinhensis), sono risultati essere, rispettivamente, una sottospecie del fagiano di Salvadori e una semplice variante del fagiano di Edwards.

## Descrizione
Come suggerisce il nome, i gallofagiani somigliano nell'aspetto ai galli selvatici (Gallus), ma non sembrano essere strettamente imparentati con loro. In tutte le specie, i maschi sono dotati di speroni ben sviluppati sui tarsi. L'area intorno all'occhio è priva di piume, è di colore scarlatto o celeste ed è costituita da zone di tessuto erettile più o meno grande che si gonfiano durante la stagione nuziale. Esse possono assumere la forma di semplici rigonfiamenti o punte, nonché di cornetti o bargigli. Nel fagiano di Bulwer (Lophura bulweri) questi tessuti erettili sono particolarmente sviluppati, tanto che, quando questi raggiungono il massimo turgore, la testa, dalla sommità dei cornetti auricolari alla punta dei bargigli, può raggiungere un'altezza totale di 18 cm. Anche nelle femmine la regione oculare è priva di piume e colorata, ma non è così estesa e non presenta tessuto o estensioni erettili. Gli speroni, inoltre, sono assenti o, se presenti, sono solo leggermente pronunciati.
Tutti i gallofagiani mostrano un marcato dimorfismo sessuale per quanto riguarda il piumaggio. Le femmine hanno tutte un piumaggio marrone, tranne quelle del fagiano occhirossi che lo hanno blu scuro. I maschi sono per lo più di colore variabile dal blu scuro al nero, presentano quasi tutti dei vistosi ornamenti sulla sommità del capo e hanno le penne della coda generalmente colorate di giallo o bianco. La coda, fortemente graduata nella maggior parte delle specie, è costituita da 16 timoniere, alcune delle quali sono molto allungate e ricurve come quelle dei galli. Il maschio del fagiano di Bulwer è dotato di 32 timoniere, il numero più alto fra gli uccelli. Tuttavia, è probabile che alcune di esse siano copritrici superiori caudali modificate.

## Biologia
I gallofagiani sono tipici abitatori delle foreste e si incontrano principalmente nelle foreste primarie subtropicali e tropicali con chiome degli alberi relativamente vicine tra loro e un sottobosco fitto e ben sviluppato. Mentre il fagiano kalij e quello argentato abitano anche in zone arbustive e nei terreni aperti, le altre specie si trovano di solito solo nelle foreste più fitte. Al massimo lasciano la sicurezza della foresta solo per nutrirsi, ma anche in questo caso è possibile osservarli solo nelle zone periferiche. La maggior parte delle specie hanno un carattere molto timido, pertanto sono molto difficili da osservare. In alcuni luoghi, tuttavia, tali specie si possono incontrare anche in ambienti secondari, quali foreste alterate dal disboscamento, boschetti di bambù o fitte piantagioni. La maggior parte delle specie vivono in zone pianeggianti e collinari, ma alcune vivono anche nelle foreste di media altitudine e il fagiano kalij, sull'Himalaya, è presente anche fino a 3700 m.
Le notizie riguardanti la riproduzione e il comportamento sono scarse e la maggior parte delle osservazioni si riferisce ad esemplari in cattività. Alcune specie sembrano essere poligame, altre più monogame. Tuttavia, mancano studi più dettagliati al riguardo. Al di fuori della stagione riproduttiva, molte specie si riuniscono in piccoli gruppi. La parata di corteggiamento va dalla semplice parata laterale del fagiano argentato all'elaborato rituale del fagiano di Bulwer, simile a quello del tacchino. Non viene costruito un nido e le uova vengono poste in una cavità sul terreno o tra la vegetazione. La covata consiste di solito in circa 4-9 uova; il fagiano di Salvadori e quello di Bulwer sembrano deporre solo due uova. Queste non presentano macchiettature e sono per lo più di colore variabile dal beige-biancastro al beige-rossastro, mentre altre, più scure, possono essere anche bruno-rossastre. Il periodo di cova va da 20 a 26 giorni.

## Tassonomia
Anche se la sistematica delle specie riunite in Lophura da Delacour nel 1949 è oggi ampiamente condivisa dagli studiosi, il rapporto che intercorre tra di esse è ancora controverso sotto molti punti, essendo stato poco studiato. Esistono varie caratteristiche comuni a più specie che consentono un raggruppamento in più sottogeneri, quasi tutti riunenti specie geograficamente vicine tra loro. La seguente suddivisione segue S. Madge e P. McGowan (2002).

### SottogenereGennaeus
Questo sottogenere comprende due specie con un totale di 24 sottospecie, che presumibilmente formano una superspecie. La loro distribuzione spazia dall'Himalaya occidentale alla Cina orientale, spingendosi a sud fino al nord della penisola malese e al Vietnam meridionale. Le due specie sono parapatriche e la linea che separa i loro areali è costituita dal corso inferiore dell'Irrawaddy. Soprattutto ad est di esso si trovano sia ibridi naturali che popolazioni intermedie con caratteristiche proprie ad entrambe le specie. A causa della descrizione di numerosi ibridi come specie separate nel corso del XIX secolo, in alcuni periodi furono descritti addirittura 49 taxa. Delacour pose ordine alle cose dividendo queste forme in due specie caratterizzate da una grande variabilità, usando come criterio il colore delle zampe e il periodo in cui i giovani maschi indossano la livrea da adulti. Le forme occidentali, quelle che oggi vengono ascritte al fagiano kalij, hanno le zampe grigie; quelle orientali, appartenenti al fagiano argentato, le hanno rosse. I giovani maschi di fagiano kalij indossano la livrea da adulti già nel primo anno, mentre quelli di fagiano argentato devono aspettare il secondo anno. Tre sottospecie ad est dell'Irrawaddy presentano caratteristiche intermedie ad entrambe le specie; sebbene in precedenza fossero state attribuite al fagiano kalij, nel 2003, sulla base di studi del DNA mitocondriale, sono state classificate come forme di fagiano argentato. Lo stesso studio ha messo anche in dubbio la validità di alcune sottospecie.
- Lophura leucomelanos (Latham, 1790) - fagiano kalij;
- Lophura nycthemera (Linnaeus, 1758) - fagiano argentato.

### SottogenereHierophasis
Questo gruppo riunisce due specie dal piumaggio prevalentemente blu scuro, la cui tassonomia, per quanto riguarda il fagiano di Edwards, è sempre stata oggetto di discussione. Il fagiano imperiale (Lophura × imperialis), che finora veniva anch'esso classificato qui, è risultato essere un ibrido e pertanto non merita più lo status di specie. Il fagiano di Edwards, originario del Vietnam, è molto raro e minacciato dalla deforestazione, che ha distrutto gran parte del suo habitat. Per molti anni non vi fu addirittura alcuna prova della sua esistenza e si temette che fosse estinto. In passato gli studiosi ponevano in questo sottogenere anche un'altra specie, il fagiano del Vietnam (Lophura hatinhensis), che è risultato essere una semplice variante del fagiano di Edwards. Il fagiano di Swinhoe, invece, è endemico di Taiwan.
- Lophura edwardsi (Oustalet, 1896) - fagiano di Edwards;
- Lophura swinhoii (Gould, 1863) - fagiano di Swinhoe.

### SottogenereAcomus
Comprende un'unica specie, endemica di Sumatra. Il presunto fagiano di Sumatra (Lophura hoogerwerfi) è stato scoperto solo nel 1939 ed è tuttora poco conosciuto. Dal momento che le femmine in particolare differiscono nettamente da quelle del fagiano di Salvadori, alcuni autori lo trattano come una specie separata. Oggi, tuttavia, è opinione corrente considerarlo una sottospecie del fagiano di Salvadori. In passato entrambe le specie sono state talvolta inserite nel desueto genere Houppifer assieme al fagiano occhirossi.
- Lophura inornata (Salvadori, 1879) - fagiano di Salvadori.

### SottogenereEuplocamus
Le tre specie appartenenti a questo gruppo sono caratterizzate dalla colorazione da bruno-rossastra a rosso intensa della parte bassa della schiena e del groppone, che tuttavia si limita agli orli delle piume nel fagiano prelato. Questo è diffuso nella parte orientale dell'Indocina, mentre le altre due specie abitano la penisola malese, Sumatra e il Borneo. Il fagiano prelato è stato a lungo collocato nel genere monotipico Diardigallus. I lobi carnosi ai lati della sua faccia sono rossi, il che lo collega al fagiano occhirossi e a questo sottogenere, mentre il pennacchio di piume che ne orna il capo è una caratteristica che condivide con il fagiano di Vieillot, che a sua volta è dotato di lobi carnosi blu privi di piume sulla faccia. Una sua sottospecie, L. ignita rufa, veniva in passato considerata come specie separata. Il fagiano occhirossi è stato inserito in passato in un genere a parte, Houppifer, assieme al fagiano di Salvadori, un'altra specie tropicale di piccole dimensioni e priva di pennacchio sul capo. La femmina di questa specie è l'unica del suo genere ad avere un piumaggio blu scuro.
- Lophura erythrophthalma (Raffles, 1822) - fagiano occhirossi;
- Lophura ignita (Shaw, 1798) - fagiano di Vieillot;
- Lophura diardi (Bonaparte, 1856) - fagiano prelato.

### SottogenereLobiophasis
Questo fagiano, endemico del Borneo, differisce dalle altre specie a causa dei lunghi lobi facciali e del numero insolito di penne della coda, che, in modo simile a quella dei pavoni, può essere aperta a ruota. Per questo motivo, questo sottogenere veniva considerato in passato un genere a tutti gli effetti.
- Lophura bulweri (Sharpe, 1874) - fagiano di Bulwer.